# Chiesa di San Marco Evangelista (Ferrara, Francolino)
La chiesa di San Marco Evangelista è la parrocchiale a Francolino, frazione di Ferrara. Risale al XII secolo.

## Storia
Il piccolo centro di Francolino è stato importante come porto fluviale sul Po per la vicina città estense, e nel 1139 viene documentata sul suo territorio la presenza dell'edificio sacro.
La dedicazione venne subito indicata per San Marco Evangelista (la Serenissima culturalmente ed economicamente influenzava molto tutte le terre vicine che si estendevano a sud rispetto a Venezia).
Tra il 1735 ed il 1796 divenne necessaria una sua ristrutturazione con importanti rifacimenti, sia perché il territorio era soggetto a continue inondazioni sia per le sue condizioni di degrado strutturale.
I primi interventi riguardarono il campanile, al quale venne sostituita la copertura a cupola. Seguirono importanti modifiche alla chiesa, la cui facciata da quel momento ebbe uno stile barocco.
Nel 2000 sono stati realizzati nuovi restauri in particolare riferiti alla copertura del tetto.